# Gornja Dubnica (Vučitrn)
Pour les articles homonymes, voir Gornja Dubnica.
Dumnicë e Epërme en albanais et Gornja Dubnica en serbe latin (en serbe cyrillique : Горња Дубница) est une localité du Kosovo située dans la commune/municipalité de Vushtrri/Vučitrn et dans le district de Mitrovicë/Kosovska Mitrovica. Selon le recensement kosovar de 2011, elle compte 284 habitants, tous albanais.

## Démographie

### Évolution historique de la population dans la localité
| 1948 | 1953 | 1961 | 1971 | 1981 | 1991 | 2011 |
| ---- | ---- | ---- | ---- | ---- | ---- | ---- |
| 361  | 381  | 440  | 525  | 571  | 573  | 284  |

|  |